# Bernhard ten Brinke
Bernhard ten Brinke (nascut el 6 de setembre de 1977; a Bergh, Països Baixos), és un pilot de carreres holandès.